# Priest River (Pend Oreille River)
Der Priest River ist ein 109 km langer rechter Nebenfluss des Pend Oreille River im Nordwesten des US-Bundesstaates Idaho.
Der Priest River bildet den Abfluss des 5 km langen Upper Priest Lake in den Selkirk Mountains. Dessen Hauptzufluss bildet der Upper Priest River. Nach 3 km erreicht der Priest River das Nordende des 31 km langen Priest Lake, den er in südlicher Richtung durchfließt. Wasserstand und Abfluss des Sees werden durch ein Wehr reguliert. Bei hohen Wasserständen wird der Priest River zwischen den beiden Seen komplett aufgestaut. Unterhalb des Priest Lake fließt der Priest River 66 km in überwiegend südlicher Richtung, bevor er schließlich bei der Kleinstadt Priest River in den Pend Oreille River mündet. Dieser wird 8 km weiter westlich vom Albeni Falls Dam aufgestaut.

## Hydrologie
Das Einzugsgebiet des Priest River reicht im Norden knapp über die Grenze nach Kanada. Es umfasst ein Areal von etwa 2340 km². Der mittlere Abfluss 6 km oberhalb der Mündung beträgt 52,7 m³/s.